# Nà Ớt
Nà Ớt là một xã thuộc huyện Mai Sơn, tỉnh Sơn La, Việt Nam.
Xã Nà Ớt có diện tích 106,5 km², dân số năm 1999 là 2.365 người, mật độ dân số đạt 22 người/km².